# Catania
Catania (tiếng Ý: [kaˈtaːnja] ⓘ) là một thành phố của Ý nằm bên bờ biển phía đông Sicilia giáp biển Ionia. Đây là thủ phủ của tỉnh Catania, với dân số 298.957 người (752.895 nếu tính cả vùng đô thị), đây là thành phố lớn thứ hai thứ mười ở Ý.
Catania được biết đến với quá khứ và lịch sử về địa chấn, thành phố từng bị phá hủy bởi một thảm họa động đất năm 1169, một lần khác vào năm 1693, cũng như vài lần phun núi lửa từ núi Etna, lần gây nhiều thiệt hại nhất là vào năm 1669.
Catania có một lịch sử lâu đời và gắn liền với nhiều sự kiện, thành phố được thành lập thế kỷ thứ 8 trước công nguyên. Vào thế kỷ thứ 14 và thời kỳ Phục hưng, Catania là một trong những trung tâm văn hóa, chính trị, nghệ thuật quan trọng và phát triển rực rỡ nhất ở Italia, trong đó có việc mở trường đại học đầu tiên ở Sicilia, đại học Catania năm 1434. Ngày nay, Catania là một trong những trung tâm kinh tế, văn hóa và giáo dục chính của đảo Sicilia, đồng thời là một trung tâm công nghệ quan trọng với biệt danh "Thung lũng Silicon của châu Âu".

## Liên kết
- Catania City Official web site (tiếng Ý)
- Catania Metropolitan Area (Hinterland) Lưu trữ ngày 8 tháng 12 năm 2010 tại Wayback Machine from ANCI (Associazione Nazionale Comuni Italiani, Italian National Association of Comuni) (tiếng Ý)
- Province of Catania Official web site Lưu trữ ngày 28 tháng 9 năm 2008 tại Wayback Machine (tiếng Ý)